# Iris narbutii
Iris narbutii là một loài thực vật có hoa trong họ Diên vĩ. Loài này được O.Fedtsch. miêu tả khoa học đầu tiên năm 1905.